# 의원 (의료 기관)

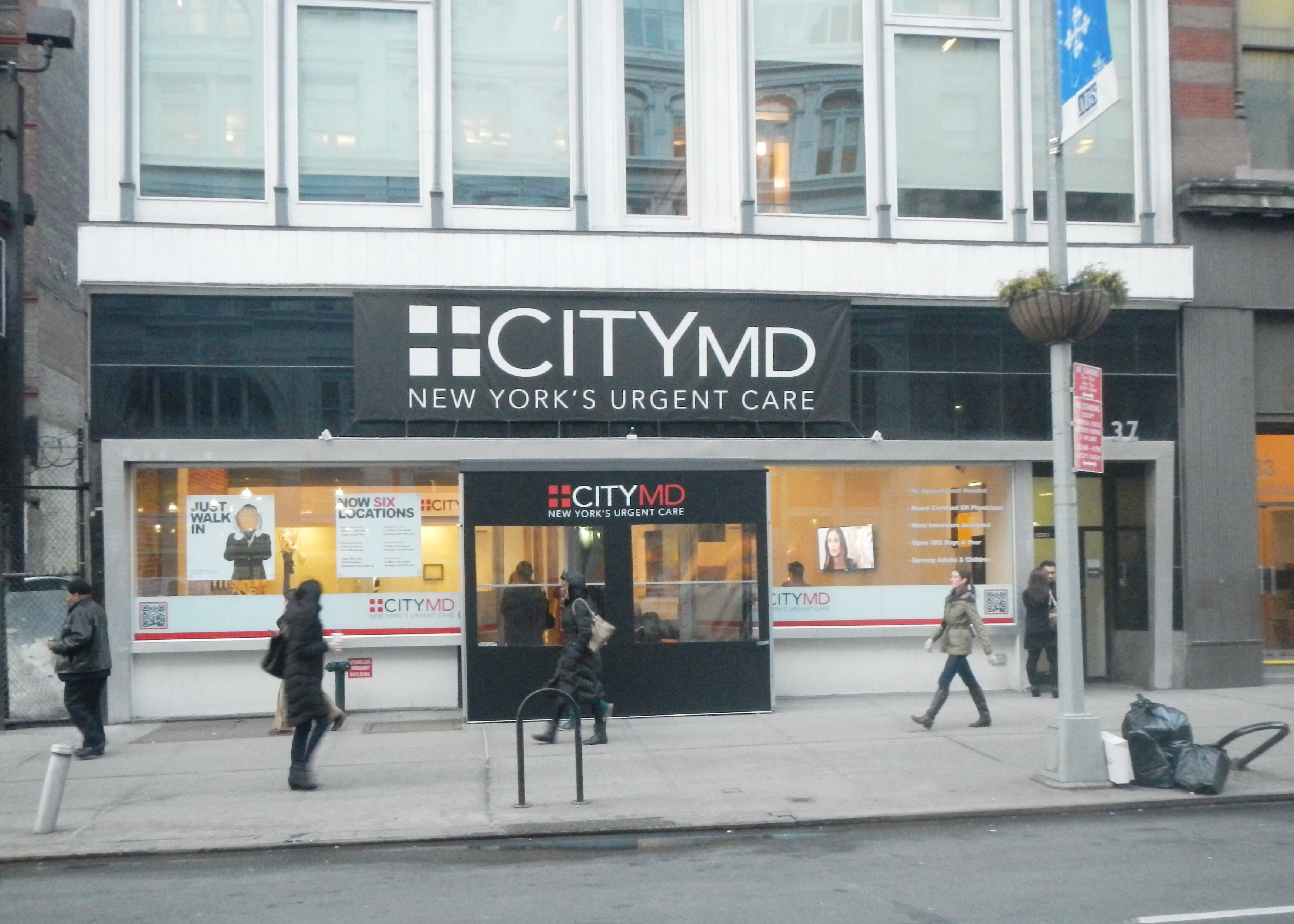
미국 맨해튼의 응급의원.

의원(醫院)은 의사가 의료를 행하는 곳으로서, 진료에 지장이 없는 시설을 갖추고 주로 외래환자에게 의료를 행할 목적으로 개설하는 의료기관을 말한다. 중대규모 입원환자 수용이 가능한 병원에 비해 주로 지역민의 일상적 건강관리를 주력한다. 의료전달체계에서 의원은 일반병원과 함께 일차의료기관을 구성한다.
대한민국의 경우, 의료법 제3조 2항에서 의원·치과의원·한의원을 의원급 의료기관으로 규정한다. 동법 동조 2-3에서 병상이 30개-99개일 경우 병원, 100개 이상일 경우 종합병원으로 규정한다. 즉 병상이 0개-29개인 의료기관은 대한민국 의료법상 모두 병원이 아닌 의원에 해당한다.

## 같이 보기
- 안과의원
- 치과의원
- 한의원
- 병원
- 종합병원
- 의료 마케팅